# Felelős Gasztrohős
A Felelős Gasztrohős Alapítvány egy civil szervezet, amelynek célja a fenntartható étkezés gyakorlatának elterjesztése, és a magyarországi vendéglátóhelyek környezetbarát működésének elősegítése.

## Tevékenységük
A Felelős Gasztrohőst négy fiatal indította útjára, a kezdeményezés kezdetben egy blog volt, amin az alapító négy fiatal a budapesti vendéglátóhelyeket értékelte környezetvédelmi szempontból. A kezdeményezés 2012 óta közhasznú civil szervezetté nőtte ki magát. Az alapítvány célja a környezettudatos, felelős étkezés elterjesztése és a hazai vendéglátóhelyek környezetvédelmi törekvéseinek segítése.  Hisznek abban, hogy környezetbarát gasztronómiai megoldásokkal zöldebbé és egészségesebbé tehetjük étrendünket, s ezáltal jót tehetünk magunkkal és környezetünkkel is. Izgalmas és szerethető lakossági kampányokkal, egyszerűen alkalmazható tippekkel, finom receptekkel mutatják meg, hogy mennyire egyszerű odafigyelni arra, hogy mi kerül az asztalunkra. Sokrétű szakmai tevékenységgel segítik a felelősen gondolkodó vendéglátóhelyeken a környezetbarát intézkedések bevezetését, és a fenntarthatósági törekvések kommunikációját a vendégek felé. Abban hisznek, hogy mindenki lehet hős, és falatonként képesek vagyunk megváltoztatni a világot!

### Programok, kampányok
Gasztro Randi: magyarországi termelők és vendéglátóhelyek képviselői találkozhatnak egy piaci esemény keretében. Az eseménysorozat célja, hogy hidat teremtsen a hazai termelők és vendéglátósok között, ezzel elősegítve a közvetlen alapanyag-beszerzést.
A szervezet 2018-ban indította útjára Gasztrohős Palánták programját, amelyben a szervezet munkatársai óvodákba látogatnak el, ahol játékosan tanítják meg a gyerekeket arra, hogy hogyan vásároljanak csomagolás-mentesen és hogy miért fontos a helyi szezonális zöldségek, gyümölcsök választása a messziről érkezővel szemben.
A Gasztrohős Palánták 2019-ben kiegészült a Gasztrohős Padtárs programmal, mely kisiskolásoknak nyújt fenntartható étkezéssel kapcsolatos ismereteket egy játékos tanóra keretein belül.
Szintén 2018-ban indult a PróbatÉtel csapatépítő program is, amivel munkahelyekre és gimnáziumokba, egyetemekre látogatnak el a szervezet munkatársai és egy játékos, szórakoztató kalandpálya keretében mutatják be az étkezés és környezetünk kapcsolatát, valamint gyakorlati tippeket adnak, hogy minél felelősebb döntéseket hozzanak a játékosok később a mindennapi életük során.  
A szervezet már több sikeres lakossági kampányt szervezett, ilyen volt például 2018 júliusában a Töltsd velünk a júliust!, amely egy nemzetközi kezdeményezéshez a Plastic Free July-hoz kapcsolódott. 2017-ben kirakták Magyarország "Superfood" térképét, több alkalommal szerveztek Szívószálmentes Augusztust, aminek hatására rengeteg magyarországi étterem hagyta el a szívószál automatikus használatát az italokban. Az elmúlt években volt pálmaolajjal, élelmiszerpazarlással, vízzel, almával és gombával kapcsolatos kampányuk is. 
2018 novemberében szervezték meg első alkalommal a Zöldülők Vására nevezetű eseményt, ahol kizárólag olyan termékekkel ismerkedhettek a látogatók, amik a környezettudatos életmódhoz kapcsolódnak. A vásár alatt workshopokon is részt vehettek a látogatók, ahol megismerkedhettek további zöld megoldásokkal. Az eseményt 2019-ben is megrendezték a nagy sikerre való tekintettel.

## A Fenntartható Vendéglátóhely és Kávézó minősítés
Fenntartható Vendéglátóhely minősítéssel jutalmazzák azokat a vendéglátóhelyeket és catering cégeket, amelyek – akár csak néhány apró lépéssel – szeretnék „zöldebbé” tenni működésüket. Partnereiknek segítenek előnyt kovácsolni erőfeszítéseikből médiamegjelenéseken keresztül, illetve optimalizálni a hulladékkezelést, az energia-,és vízhatékonyságot, és az alapanyag beszerzés módját. A minősítést 2022-ben frissítette az alapítvány; a vendéglátóhelyek "Tudatos", "Inspiráló" és "Mester" szintű minősítést szerezhetnek meg, melyhez egymásra épülő, egyre szigorúbb kritériumokat kell teljesíteniük hét témakörben. 
A Fenntartható Kávézó minősítést az alábbi hét kritérium teljesítésével szerezhetik meg a kávézók, cukrászdák:  
1. Kizárólag hazai tej használata
2. Polisztirol csomagolóanyag és szívószál mellőzése
3. Van a kínálatban vegetáriánus harapnivaló
4. Min. 30%-ban hazai élelmiszer használata
5. Legalább 1 féle bio/fair trade/direct trade kávé és tea használata
6. Legalább 1 környezetbarát minősítésű tisztítószer használata
7. Folyamatos törekvés a működéssel járó környezetterhelés csökkentésére